# Franklin H. Giddings

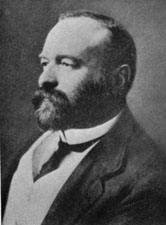
Franklin H. Giddings

Franklin Henry Giddings (* 23. März 1855 in Sherman, Connecticut; † 11. Juni 1931 in Scarsdale, NY, USA) war ein US-amerikanischer Soziologe. Er amtierte 1910 als dritter Präsident der American Sociological Association.
Giddings gilt als Gründungsvater des Department of Sociology an der Columbia University, New York. Im Jahr 1894 bekam er an der Universität einen neu geschaffenen Lehrstuhl für Soziologie und Geschichte der Zivilisationen, welchen er bis zu seinem Ruhestand 1928 innehatte. Mit seiner theoretischen Ausrichtung, verbunden mit einem starken Interesse für quantitative Forschungsmethoden, begründete er schon im späten 19. Jahrhundert die traditionelle Teilung des Departments in „Theorie“ und „Methoden“.
Weiter gefestigt wurde diese Zweigleisigkeit ab dem Jahr 1940 mit der Schaffung der Lehrstühle für Paul Felix Lazarsfeld (Empirische Sozialforschung) und Robert K. Merton (Theoretische Soziologie). Beide arbeiteten in verschiedenen Projekten zusammen.
Einer seiner Schüler ist der Philosoph und Soziologe Julius F. Hecker (1881–1938) zu nennen. Von Franklin Giddings rührt auch der Ehren-Professoren-Titel der Columbia University Franklin Henry Giddings Professor of Sociology her.
1918 wurde er in das National Institute of Arts and Letters gewählt.